# Talk That Talk
Talk That Talk è il sesto album in studio della cantante barbadiana Rihanna, pubblicato il 18 novembre 2011 dall'etichetta discografica Def Jam Recordings. 
Dall'album sono stati estratti sei singoli: il fortunato We Found Love, pubblicato il 22 settembre, che ha raggiunto la vetta delle classifiche in quindici paesi, You Da One, l'omonimo Talk That Talk pubblicato esclusivamente in Francia e Stati Uniti d'America, Birthday Cake esclusivamente a livello radiofonico negli Stati Uniti, Where Have You Been e Cockiness (Love It).

## Antefatti
Dopo la pubblicazione e il successo del precedente album della cantante, Loud, la cantante ha confermato che ne sarebbe uscita una riedizione durante l'autunno 2011, scrivendo che "l'era di Loud continua con molta più nuova musica da aggiungere alla collezione". A settembre 2011 Rihanna ha smentito la precedente affermazione, dichiarando: «Ho pensato ad una ristampa, ma Loud è un'opera a sé! Inoltre voi ragazzi lavorate così dannatamente duro che vi meritate qualcosa di completamente nuovo.»

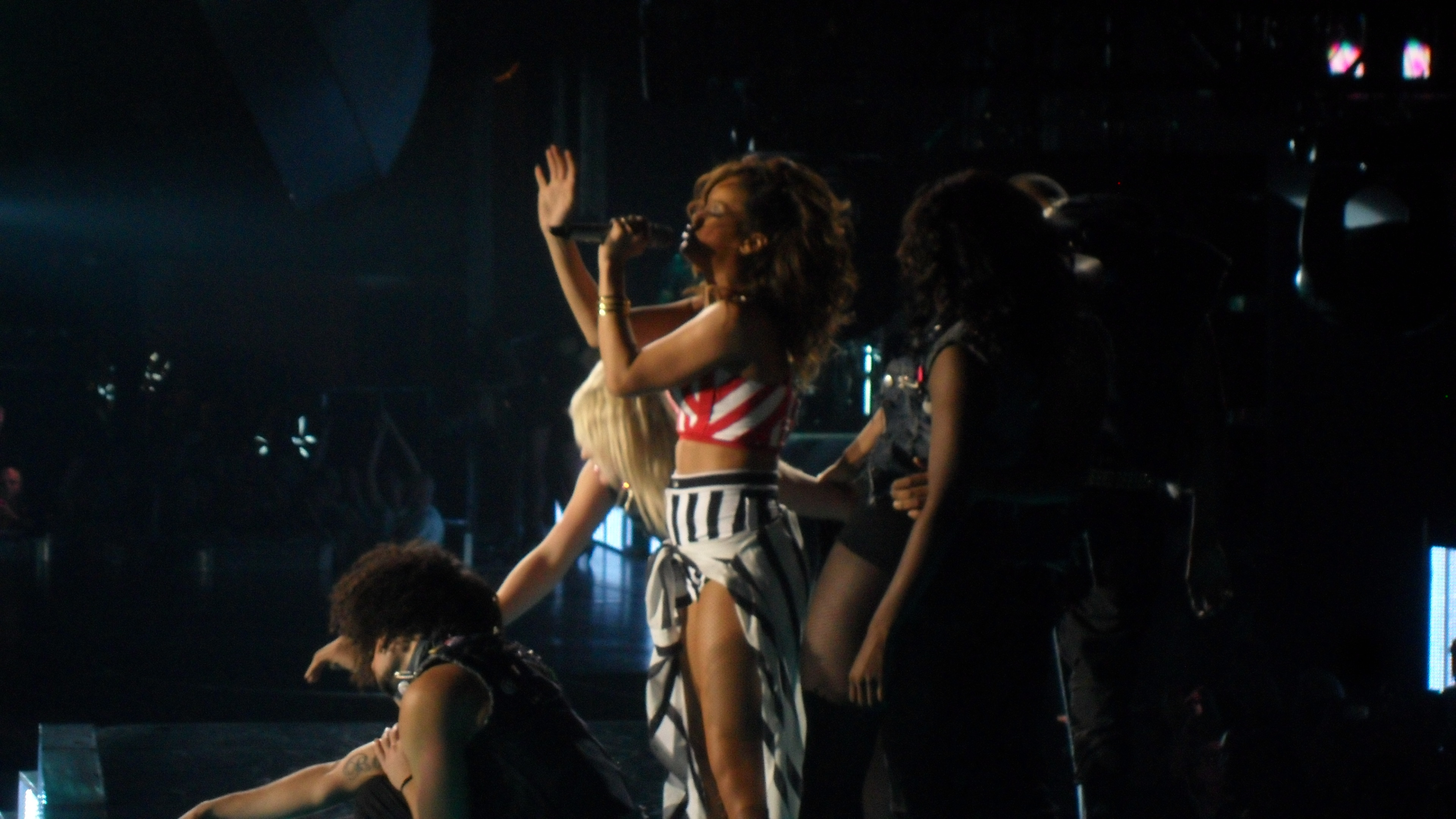
Rihanna canta We Found Love a Birmingham (Regno Unito) il 18 novembre 2011 durante un concerto del suo Loud Tour.

In un'intervista con Mixtape Daily il produttore Verse Simmonds, facente parte del duo The Jugganauts, che aveva co-scritto il singolo raggae Man Down contenuto su Loud, ha confermato che la cantante era in procinto di finire i lavori sul suo sesto album ad agosto 2011. Il duo di produttori ha inoltre affermato che hanno scritto due canzoni che sarebbero eventualmente state incluse nell'album, affermando: "Da ciò che abbiamo capito, sta chiudendo i lavori per l'album in questi giorni, e abbiamo scritto due canzoni che le sono piaciute proprio tanto, e siamo quindi contenti di ciò!"; hanno inoltre espresso interesse nello scrivere una terza canzone. Il 15 settembre 2011 Rihanna ha confermato attraverso il suo account Twitter che le registrazioni dell'album erano ancora in corso, scrivendo: "Non vedo l'ora di rivelarvi alcuni dettagli su di esso, ragazzi!" Il messaggio è stato subito seguito da un altro che diceva "*Si cuce la bocca*", con il significato che non avrebbe più parlato del progetto per un po'. Anche se Rihanna ha detto di non intendere dare ulteriori informazioni sul suo nuovo album, un fan le ha chiesto quando sarebbe stato pubblicato; ella ha dunque risposto: "QUEST'AUTUNNO!!!!!".

## Stile
Talk That Talk comprende una grande varietà di generi musicali, dall'hip hop all'R&B, dall'electro house alla dancehall e al dubstep; Rihanna diventa così una delle prime artiste pop ad introdurre il dubstep nelle sue canzoni: quest'ultimo genere è già stato largamente usato nel quarto album della cantante, Rated R, uscito nel 2009. La prima traccia dell'album, You Da One, che è stata prodotta da Dr. Luke, è una canzone mid-tempo dal ritmo caraibico, che presenta influenze dubstep in certe parti; è stata estratta come secondo singolo dall'album il 14 novembre 2011. Where Have You Been, prodotta da Dr. Luke ed Ester Dean, ha come base un ritmo acustico con influenze di musica trance. Il primo singolo estratto dall'album, We Found Love, uscito il 22 settembre 2011, è un brano electro house e dance pop. La quarta traccia, Talk That Talk, che dà il titolo all'album, è una collaborazione con il rapper Jay-Z, che già aveva registrato con Rihanna il suo singolo di maggior successo, Umbrella, nel 2007; contiene elementi di una canzone del rapper The Notorious B.I.G. intitolata I Got a Story to Tell. La quinta traccia, Cockiness (Love It), prodotta da Bangladesh, include influenze hip hop e dancehall. Si potrebbe definire un seguito al suo singolo S&M, visto che ha come tema il sesso e il suo testo contiene frasi come "Succhia la mia sfacciataggine/Lecca la mia persuasione". La sesta, Birthday Cake, che è stata prodotta da Da Internz e The-Dream, è un interlude della durata di un minuto e diciotto secondi che viene cantato sulla base di un ritmo electro. Come la precedente, anche questa traccia è incentrata sul sesso, e in essa si fa uso di espressioni volgari, tanto che la cantante a fine canzone arriva a dire "Ho voglia di scop**ti all'istante".
La settima traccia è una canzone acustica intitolata We All Want Love, il cui ritmo è scandito da un tremolante sound prodotto da una batteria. La canzone successiva, Drunk on Love, è stata prodotta dalla squadra discografica Stargate e da Ester Dean ed include elementi di trance e sintetizzatori; la musica è in parte presa da Intro dei The xx. La traccia seguente s'intitola Watch n' Learn e viene cantata sulla base di uno spensierato ritmo hip hop con l'aggiunta di stridenti sintetizzatori. L'ultima canzone dell'edizione standard di Talk That Talk, Farewell, è una ballata che parla di un addio. La dodicesima traccia - prima traccia bonus dell'edizione deluxe - è Red Lipstick, un brano dubstep prodotto da Chase & Status e The-Dream, oltre che dalla stessa Rihanna. Segue Do Ya Thang, di genere R&B, prodotta da The-Dream e Rihanna. La quattordicesima e ultima traccia, Fool in Love, è un brano mid-tempo che include chitarre acustiche.
Rihanna ha co-scritto sei canzoni dell'album, cosa che non faceva dall'album Rated R, dove ha co-scritto addirittura nove canzoni su tredici.

## Titolo e copertina
Al fine di promuovere l'album Rihanna ha creato una sezione nella sua pagina fan di Facebook chiamata "Rihanna: UNLOCKED", nella quale i suoi fan avrebbero ricevuto missioni da completare in forma di giochi che, una volta risolte, avrebbero permesso di rivelare nuove informazioni sull'album. Il 4 ottobre 2011 la quinta missione è stata completata, e grazie a ciò è stato rilevato il titolo dell'album, Talk That Talk, che è stato annunciato sulla sua pagina su Facebook. Il 10 ottobre 2011, dopo il concerto del Loud Tour a Glasgow, nel Regno Unito, Rihanna ha dato una copia della copertina dell'album ad una fan. La cantante ha poi confermato che quella fan era fino a quel momento l'unica persona al di fuori del suo management ad aver visto la copertina: "Una fortunatissima fan dopo il mio concerto ha appena ricevuto la prima copia della copertina in assoluto! È stata la prima a vederla! Una sola persona la possiede." Il giorno successivo i fan hanno completato la sesta missione, grazie alla quale sono state rese disponibili le due differenti copertine di Talk That Talk: quella dell'edizione standard e quella della deluxe.
L'edizione standard mostra Rihanna "leccare le sue labbra rosso corallo e indossare una camicetta mimetica senza maniche con il nome dell'album tatuato sul suo braccio sinistro". Dopo la pubblicazione di questa copertina, sia James Dinh di MTV che un critico per NME hanno commentato che Rihanna è "seducente" nella fotografia. Gordon Smart di The Sun ha ironicamente criticato l'immagine dicendo che sembra che la cantante stia cercando di coprire un forte raffreddore con la sua lingua, scrivendo che "è facile prenderne uno in questo periodo dell'anno, specialmente se si sta costantemente nudi o attaccati con le labbra al nuovo fidanzato Dudley O'Shaughnessy". Smart ha continuato scrivendo: "Speriamo che abbiano un buon sapone per rimuovere il titolo dell'album dal suo polso, tra l'altro." L'edizione deluxe dell'album mostra Rihanna "soffiar fuori dalla bocca del fumo" ed è in bianco e nero. Rap-Up ha commentato che in quest'immagine la cantante guarda verso l'obiettivo con "occhi penetranti". Amanda Hensel di Popcrush ha notato che Rihanna sta utilizzando una respirazione circolare per espellere il fumo di sigaretta. Hensel ha inoltre affermato che la cantante sembra "agguerrita" in entrambe le copertine.

## Promozione
Il primo singolo estratto dall'album, l'acclamato We Found Love, è stato particolarmente promosso dalla cantante: esso è stato eseguito live per la prima volta il 14 novembre 2011, durante la tappa londinese del Loud Tour e, dato il grande successo a seguito della performance del brano all'edizione britannica del talent show The X Factor avvenuta il 20 novembre, è stato inserito nella setlist delle restanti date britanniche del tour. Nel febbraio dell'anno successivo We Found Love è stata presentata alla 54ª edizione dei Grammy Awards. Tale esibizione ha suscitato un positivo impatto mediatico, tanto che il noto settimanale TIME ha conferito per essa il punteggio massimo, cioè una A, dichiarando inoltre che essa è stata "una delle più accattivanti". Nello stesso mese, la cantante è tornata a promuovere il singolo in Regno Unito, eseguendolo ai BRIT Awards 2012. Durante la promozione della pellicola cinematografica Battleship che la vide nel cast principale, Rihanna sostenne una rara visita in Giappone nella quale si esibì con il brano per la prima volta nel Paese durante un'intervista per il programma televisivo Music Station; la performance è stata conclusa dalla cantante tramite un crowd surfing sulla folla.

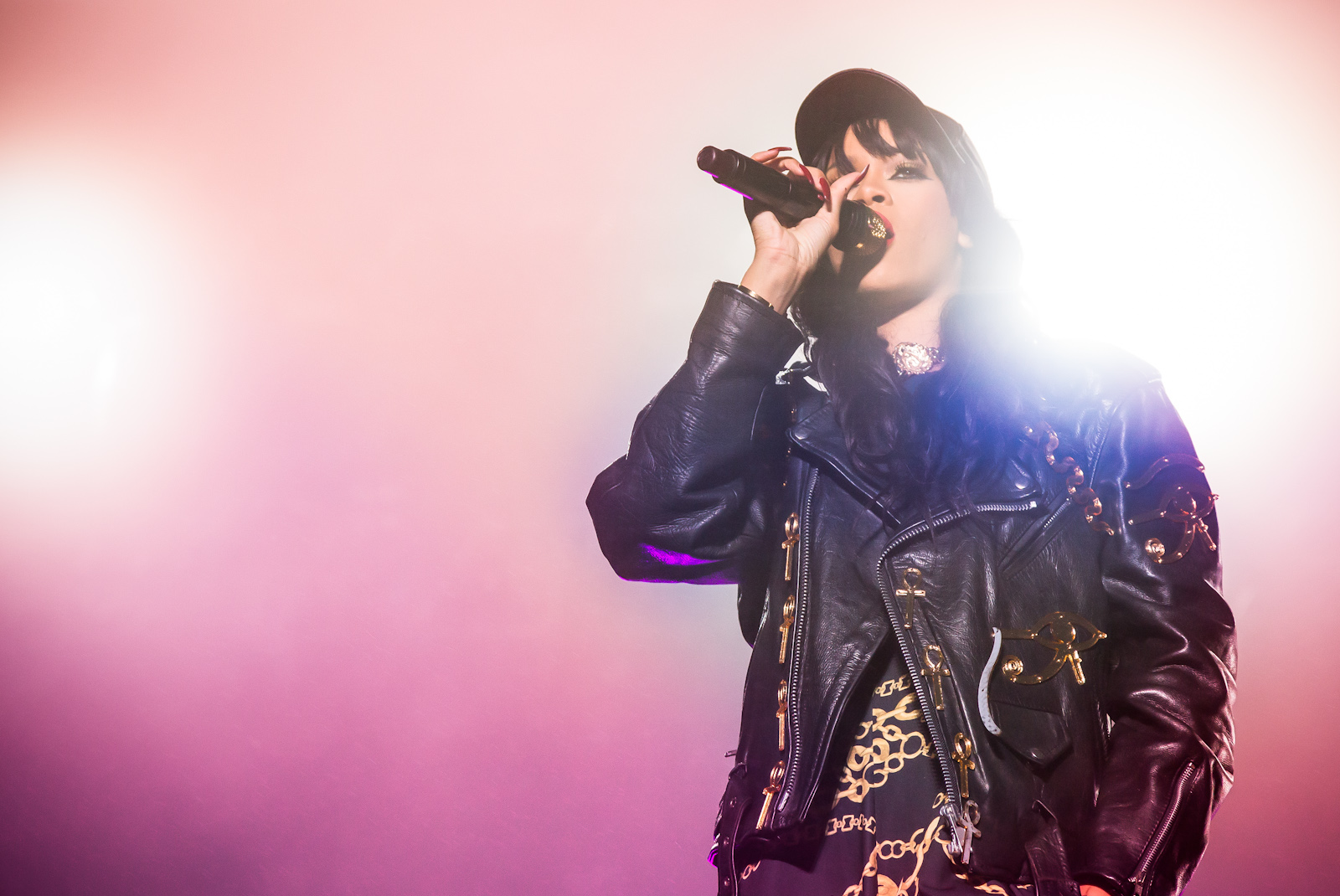
Rihanna durante il Kollen Festival del 2012.

La promozione dell'album, mancante di tour, si è comunque manifestata mediante diverse altre interpretazioni live dei singoli estratti da esso durante gran parte del primo semestre del 2012. Rihanna ha registrato la sua prima performance di Talk That Talk per una puntata del britannico Jonathan Ross Show il 3 marzo dello stesso anno. Successivamente, nell'aprile, ha preso parte come ospite di Calvin Harris al Coachella Festival, dove si esibita con il loro brano We Found Love. Nel maggio la cantante è stata ospite al celebre Saturday Night Live, dove ha eseguito l'allora appena estratto singolo Where Have You Been e un medley riguardante Birthday Cake e la title track Talk That Talk; per quanto riguarda l'esecuzione del primo brano, esso ha avuto un'ambientazione simile a quella del suo video musicale, molto ispirata ai costumi del romanzo Le mille e una notte.

## Accoglienza
Il sesto album in studio di Rihanna ha generato recensioni principalmente positive da parte dei critici musicali contemporanei. Secondo il sito Metacritic Talk That Talk ha totalizzato un punteggio di 64 su 100, basato su 27 recensioni, il che indica "critiche generalmente favorevoli". Jon Caramanica di The New York Times ha scritto che "l'album pone la cantante esattamente al centro del genere pop più adatto per un artista della sua evanescenza" affermando tuttavia anche che "la sua voce è per molti aspetti vuota, cioè non è fissa". The Daily Telegraph ha dichiarato che "l'intera produzione del disco è caratterizzata da potenziali hit; il che potrebbe rendere il progetto finale travolgente sebbene i ganci che possiedono fra di loro i brani siano difficili da curare".
Altre riviste sono invece state più scettiche, soffermandosi nel puntualizzare la mancanza di coesione nel complesso del progetto. NME, ad esempio, ha dipinto l'album come "troppo scontato, tanto da lasciarci con l'impressione che Rihanna non avesse avuto il tempo per registrarne uno più compatto."

## Tracce
Edizione standard
1. You Da One – 3:20 (Lukasz Gottwald, Ester Dean, John Hill, Robyn Fenty)
2. Where Have You Been – 4:02 (Lukasz Gottwald, Ester Dean, Calvin Harris)
3. We Found Love (feat. Calvin Harris) – 3:35 (Calvin Harris)
4. Talk That Talk (feat. Jay-Z) – 3:29 (Ester Dean, Jay-Z, Sean Combs)
5. Cockiness (Love It) – 3:01 (Candice Pillay, D. Loernathy, Shondrae Crawford, Robyn Fenty)
6. Birthday Cake – 1:18 (Terius Nash, Marcos Palacios, Ernest Clark, Robyn Fenty)
7. We All Want Love – 3:57 (Ester Dean, Ernest Wilson, Steve Wyreman, Kevin Randolph)
8. Drunk on Love – 3:32 (Mikkel S. Eriksen, Tor Erik Hermansen, Ester Dean, Traci Hale, Romy Croft, Oliver Sim, Jamie Smith, Baria Qureshi)
9. Roc Me Out – 3:29 (Mikkel S. Eriksen, Tor Erik Hermansen, Ester Dean, Rob Swire, Gareth McGrillen)
10. Watch n' Learn – 3:31 (Priscilla Renea, Hit-Boy, Alja Jackson, Robyn Fenty)
11. Farewell – 4:16 (Ester Dean, Alexander Grant)

Edizione deluxe
1. Red Lipstick – 3:37 (Terius Nash, James Hetfield, Lars Ulrich, William Kennard, Saul Milton, Robyn Fenty)
2. Do Ya Thang – 3:43 (Terius Nash, Robyn Fenty)
3. Fool in Love – 4:15 (Lukasz Gottwald, Ester Dean, Henry Walter)

Traccia bonus della versione deluxe di iTunes
1. We Found Love (Calvin Harris Extended Mix) – 5:45

## Successo commerciale

### Regno Unito
Talk That Talk è entrato alla prima posizione della classifica britannica vendendo oltre 163.000 copie nella sua prima settimana, superando il precedente album Loud, entrato in 2ª posizione con 91.915 copie vendute. La settimana seguente, l'album scende al terzo posto con un decremento delle vendite del 36% ed una vendita di 104.028 copie. Perde ancora due posizione, stabilendosi alla 5ª, con 96.270 copie (meno 8%), arrivando ad un totale di 364.122 copie vendute in sole tre settimane. Con un incremento delle vendite del 19%, Talk That Talk mantiene il 5º posto con altre 114.042 copie vendute. Rimane stabile anche la settimana successiva, con 143.158 copie (più 26%) e arrivando ad un totale di 621.323 copie vendute in poco più di un mese. Rimane tra i primi dieci album più venduti per altre due settimane, occupando il settimo ed il decimo posto. Talk That Talk sì è, inoltre, aggiudicato il decimo posto tra gli album più venduti nell'intero anno con 655.000 copie vendute. Secondo i dati raccolti dalla Official Charts Company, Talk That Talk ha raggiunto le 700.000 copie vendute in Regno Unito ad inizio febbraio 2012. Un mese dopo, l'album occupa il 18º posto con 7.882 copie. Grazie al forte successo del singolo Where Have You Been, l'album sale all'11ª posizione con 7.973 copie, superando le 800.000 copie vendute dalla sua uscita. Ritorna in top 10, alla nona posizione con una vendita pari a 11.025 copie (più 38%). Talk That Talk rimane per diciassette settimane (non consecutive) tra i dieci album più venduti. Ad inizio luglio, viene reso noto che l'album è il decimo più venduto nel primo semestre dell'anno corrente. Due settimane dopo, l'album torna in top 10, al 6º posto con un incremento delle vendite del 20% (9.285 copie), arrivando ad un totale di circa 900.000 copie. Nonostante un decremento delle vendite del 9% (8.422 copie), la settimana seguente, l'album sale alla 5ª posizione. Due settimane dopo, Talk That Talk, dopo trentotto settimane di presenza trascorse sempre nelle prime quaranta posizioni, ritorna al primo posto nella Official Albums Chart, con una vendita pari a 9.578 copie. Diventa, inoltre, l'album al primo posto con la minor vendita del XXI secolo, record detenuto precedentemente dall'album Our Version of Events di Emeli Sandé che un mese fa aveva raggiunto la 1ª posizione con sole 13.430 copie vendute. La settimana seguente, con un decremento delle vendite del 18% (7.848 copie), l'album scende all'ottava posizione..L'album ad oggi ha venduto 4.5 milioni di copie in tutto il mondo.

### Stati Uniti
Talk That Talk è entrato alla terza posizione della classifica statunitense vendendo oltre 197.000 copie nella sua prima settimana, non superando il precedente album Loud, entrato in 3ª posizione con 207.000 copie vendute. La settimana seguente, l'album scende al settimo posto con un decremento delle vendite del 66% ed una vendita di 68.000 copie. Grazie ad una promozione su Amazon MP3, l'album guadagna sette posizioni, passando dalla 14ª alla 7ª, con 99.000 copie vendute (più 83%). Scende poi al nono posto con altre 42.000 copie vendute (meno 58%). Seppur con un decremento delle vendite del 35%, Talk That Talk sale al 6º posto (27.000 copie). Vende altre 22.000 copie (meno 20%), scendendo al settimo posto. Sale al quinto posto con 20.000 copie vendute (meno 8%), per poi scendere alla 16ª posizione. Ritorna poi in top 10, al 10º posto, vendendo 22.000 copie (più 17%). A distanza di un mese, Talk That Talk occupa la 9ª posizione con un incremento delle vendite del 9% (25.000 copie). L'album ha venduto negli Stati Uniti nel primo semestre del 2012 oltre 424.000 copie, classificandosi al 17º posto. Sino a fine giugno, l'album ha venduto oltre 930.000 copie.

## Classifiche

### Classifiche settimanali
| Classifica (2011) | Posizione massima |
| ----------------- | ----------------- |
| Australia         | 5                 |
| Austria           | 1                 |
| Belgio (Fiandre)  | 3                 |
| Belgio (Vallonia) | 6                 |
| Canada            | 3                 |
| Danimarca         | 10                |
| Finlandia         | 16                |
| Francia           | 2                 |
| Germania          | 3                 |
| Giappone          | 11                |
| Irlanda           | 2                 |
| Italia            | 10                |
| Messico           | 26                |
| Norvegia          | 1                 |
| Nuova Zelanda     | 1                 |
| Paesi Bassi       | 6                 |
| Polonia           | 2                 |
| Portogallo        | 14                |
| Regno Unito       | 1                 |
| Repubblica Ceca   | 16                |
| Russia            | 3                 |
| Spagna            | 6                 |
| Stati Uniti       | 3                 |
| Svezia            | 26                |
| Svizzera          | 1                 |
| Ungheria          | 18                |

### Classifiche di fine anno
| Classifica (2011) | Posizione |
| ----------------- | --------- |
| Australia         | 46        |
| Danimarca         | 34        |
| Francia           | 32        |
| Germania          | 44        |
| Irlanda           | 8         |
| Italia            | 88        |
| Paesi Bassi       | 73        |
| Polonia           | 43        |
| Regno Unito       | 10        |
| Svizzera          | 36        |
| Classifica (2012) | Posizione |
| Australia         | 62        |
| Canada            | 14        |
| Francia           | 49        |
| Giappone          | 97        |
| Italia            | 98        |
| Regno Unito       | 19        |
| Stati Uniti       | 8         |
| Svizzera          | 40        |

## Date di pubblicazione
| Paese       | Data             | Formati               | Etichetta       |
| ----------- | ---------------- | --------------------- | --------------- |
| Australia   | 18 novembre 2011 | CD, download digitale | Universal Music |
| Germania    | 18 novembre 2011 | CD, download digitale | Universal Music |
| Irlanda     | 18 novembre 2011 | CD, download digitale | Universal Music |
| Polonia     | 18 novembre 2011 | CD, download digitale | Universal Music |
| Stati Uniti | 21 novembre 2011 | CD, download digitale | Def Jam         |
| Regno Unito | 21 novembre 2011 | CD, download digitale | Mercury         |
| Francia     | 21 novembre 2011 | CD, download digitale | Def Jam         |
| Italia      | 21 novembre 2011 | CD, download digitale | Def Jam         |
| Canada      | 21 novembre 2011 | CD, download digitale | Universal Music |
| Giappone    | 23 novembre 2011 | CD, download digitale | Universal Music |